# Populorum progressio
Populorum progressio je papeška okrožnica, ki jo je napisal papež Pavel VI. in jo izdal 26. marca 1967.